# Norrhult-Klavreström

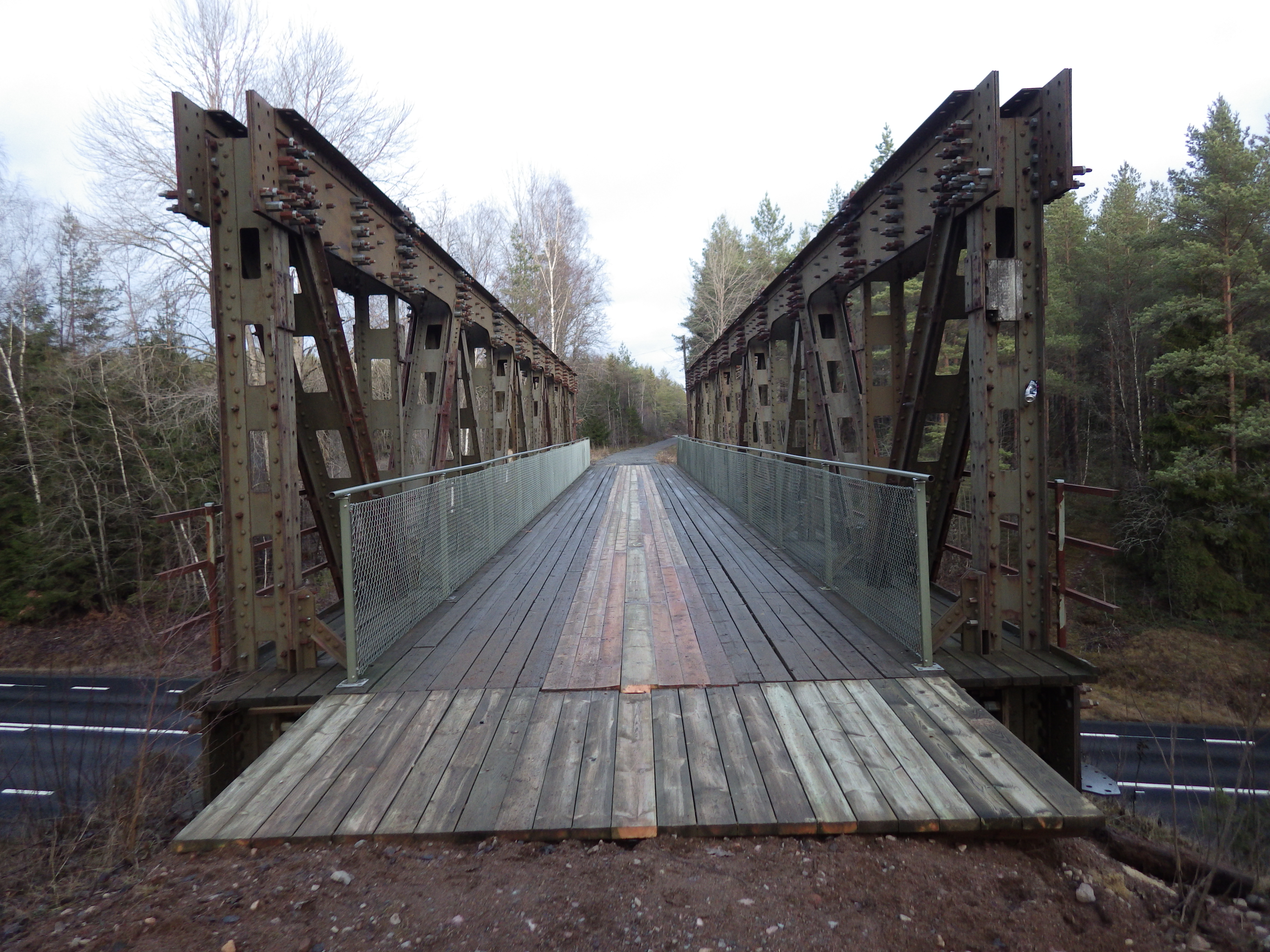
bron i Norrhult

Norrhult-Klavreström är en av Statistiska centralbyrån avgränsad och namnsatt tätort huvudsakligen i Uppvidinge kommun i Kronobergs län. Tätorten omfattar bebyggelse i de två sedan tätortsavgränsningen 1975 sammanväxta orterna Norrhult och Klavreström.  Tätorten är belägna i Nottebäcks socken nära gränsen till Växjö kommun. Klavreström och Norrhult är två separata postorter.
Tätorten ligger vid riksväg 31 och längs en nedlagd sträcka av tidigare Växjö-Åseda-Hultsfreds Järnväg. Avståndet till Växjö är cirka 40 kilometer. 

## Samhället
I Norrhult-Klavreström finns livsmedelsbutik, bensinmack, thairestaurang (Klavreström), pizzeria (Norrhult), STF-vandrarhem, Enghults bed & breakfast, bibliotek, grundskola (1-6), förskola. I samhället finns även ett gym i Klavreström och folkets hus i Norrhult. I Norrhult ligger också Rosdala glasbruk. Norrhult-Klavreström har (vardagar) omfattande bussförbindelser till/från Växjö genom en matarlinje med bussbyte i Nottebäck.

### Idrott
I orten finns idrottsföreningen Norrhults BK som bland annat spelat sex säsonger i herrarnas tredje högsta division i fotboll. Laget spelar sina hemmamatcher på Odenplan.

## Bildgalleri

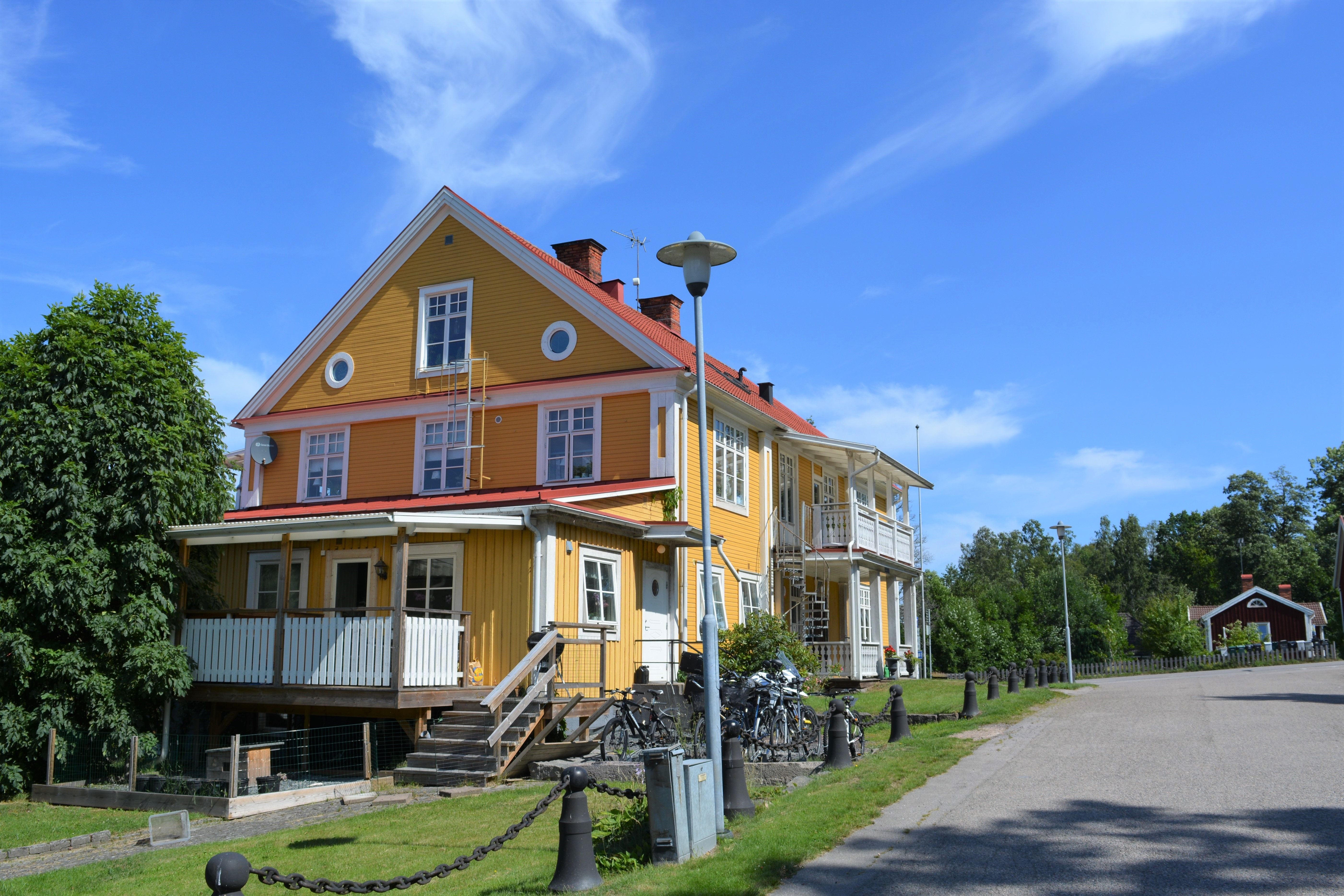
STF Vandrarhem Klavreström
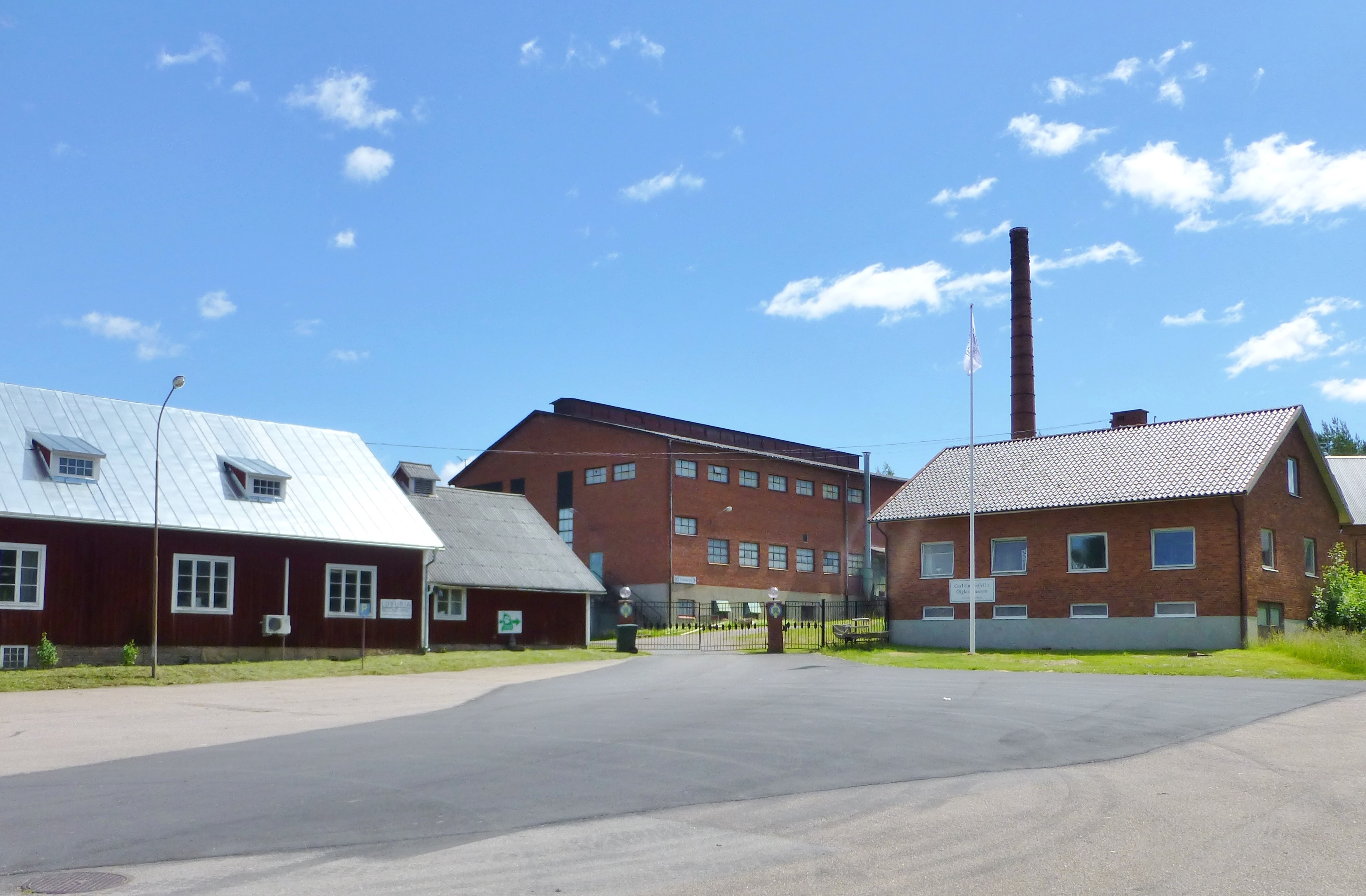
Rosdala glasbruk
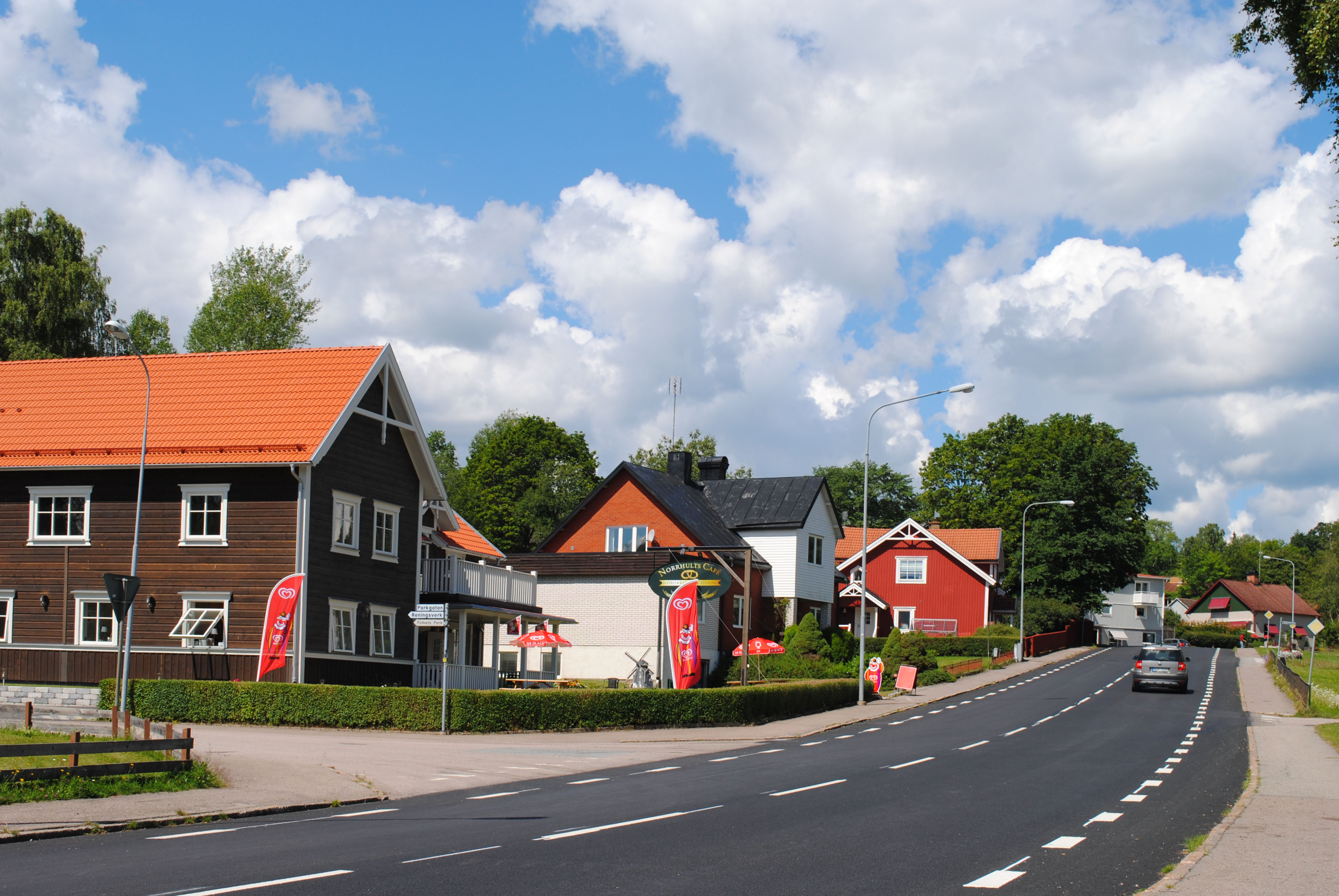
Norrhults cafe
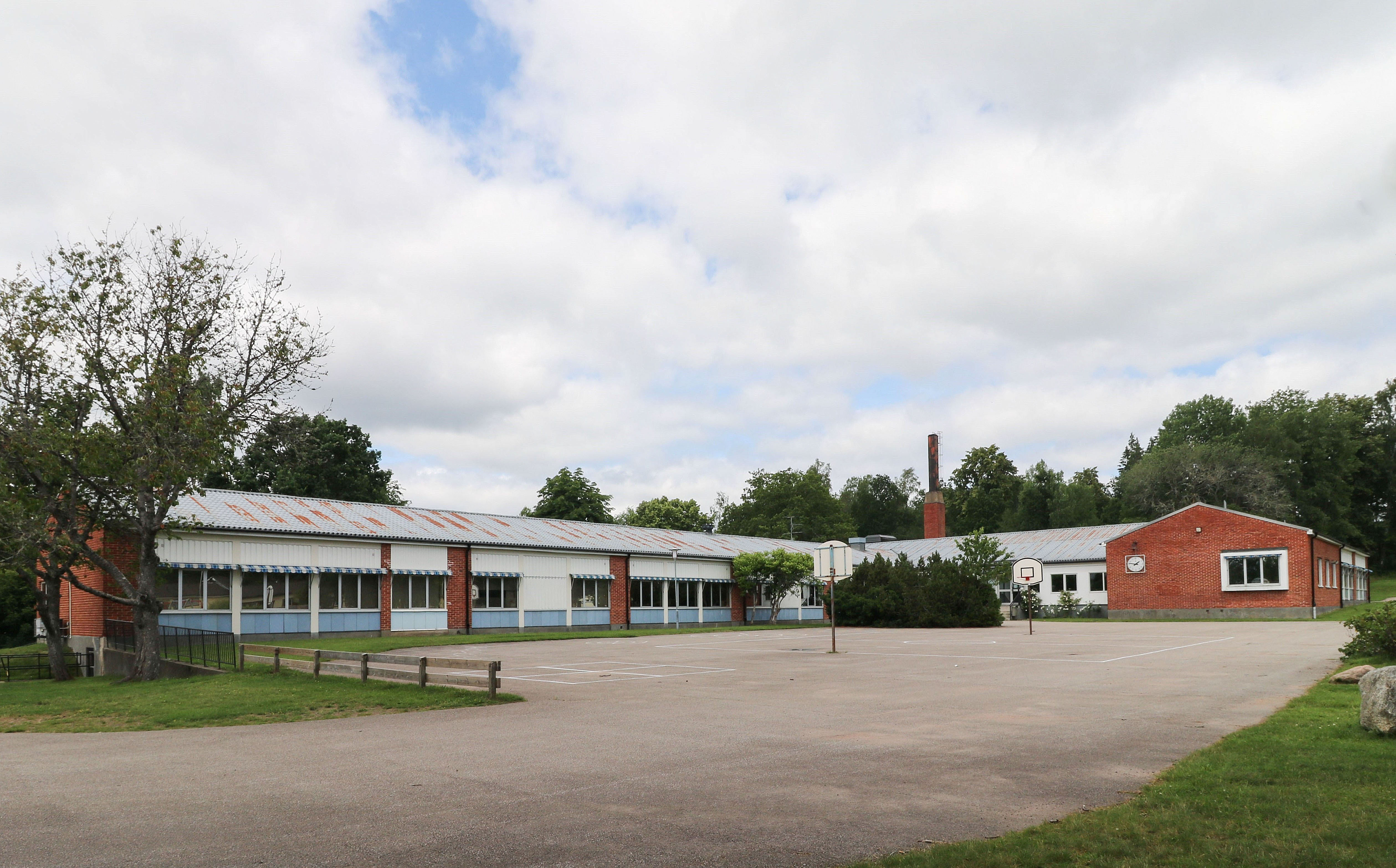
Nottebäckskolan
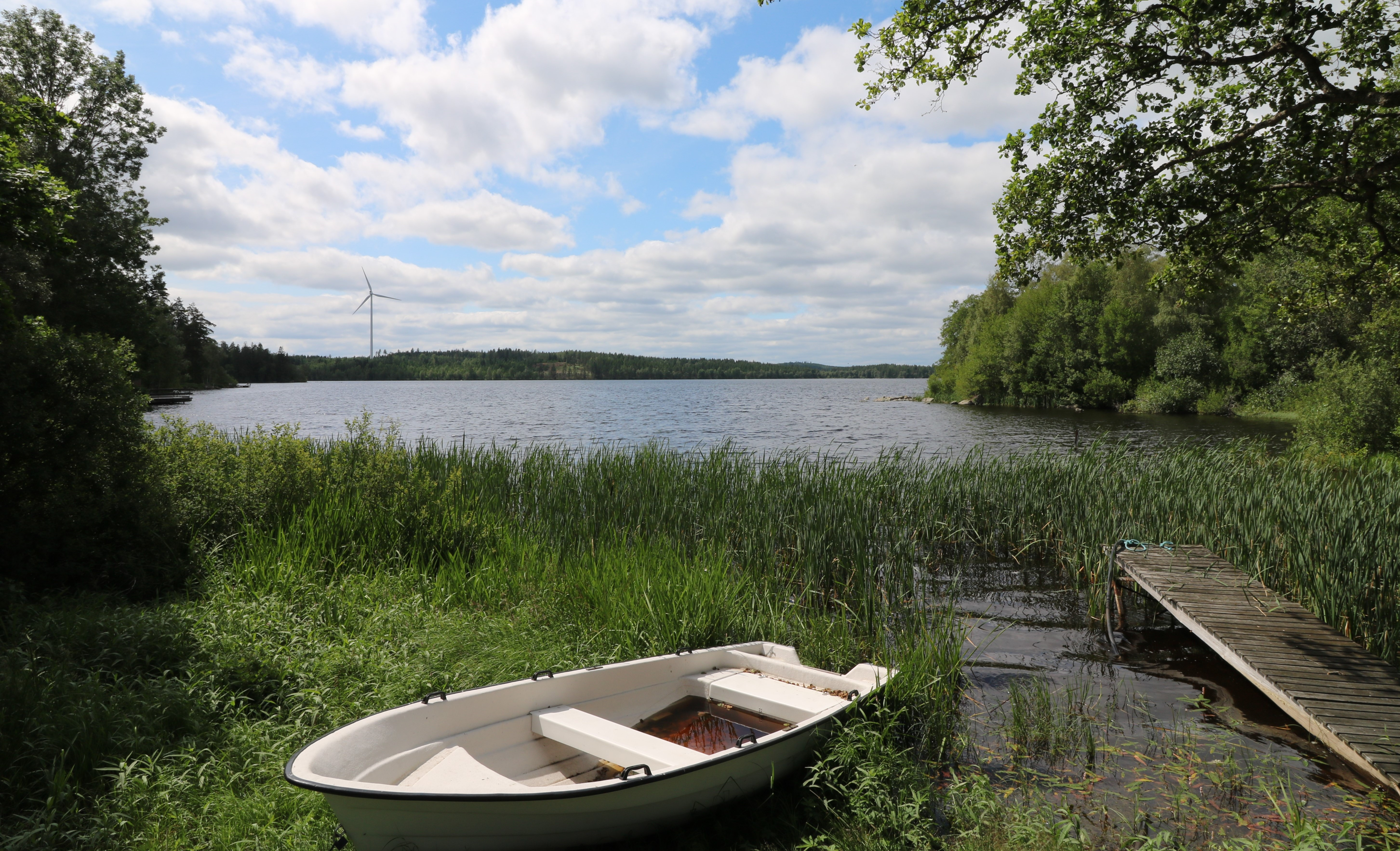
Norrsjön

## Järnvägsbron i Norrhult

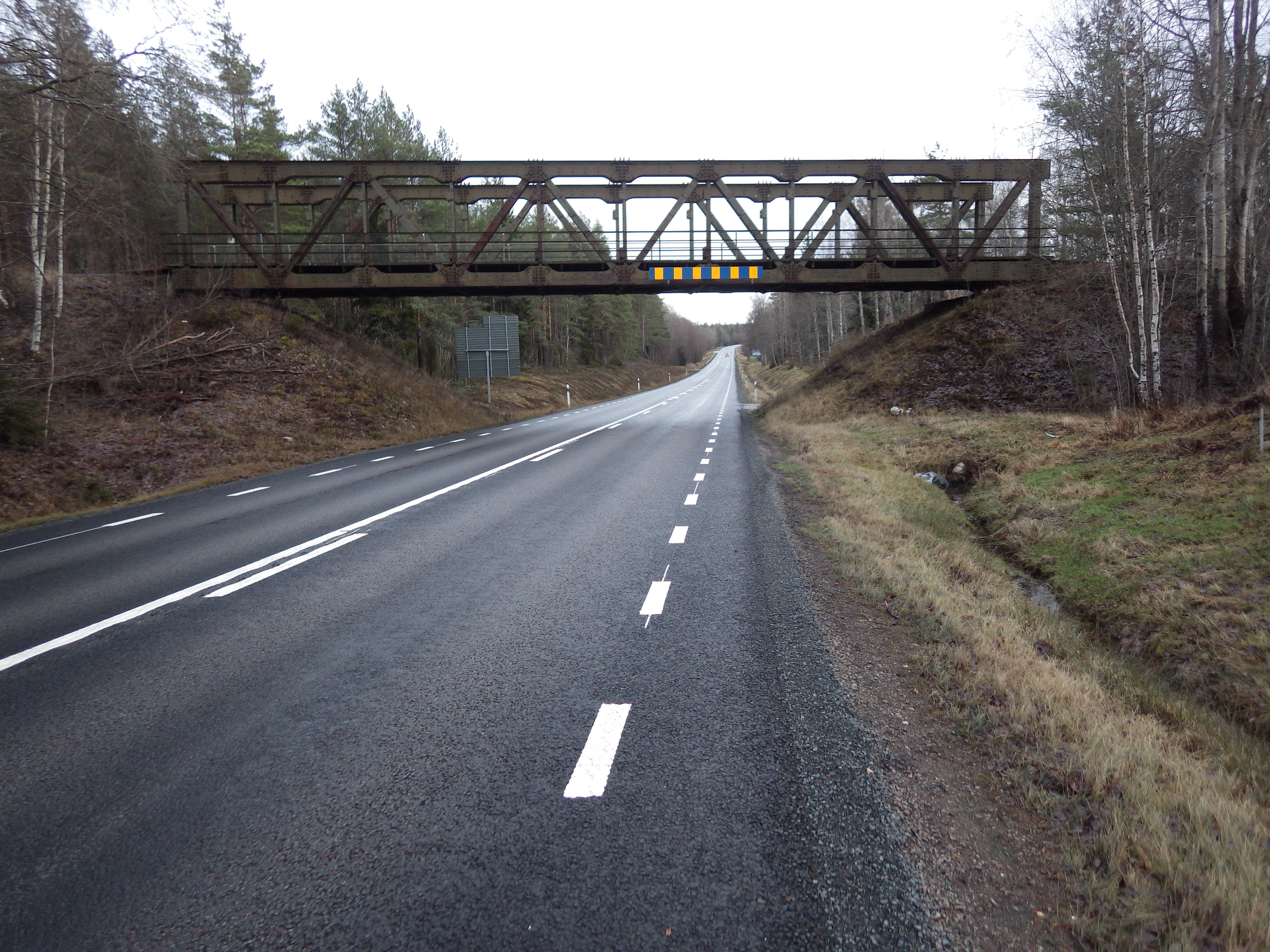
gamla järnvägsbron i Norrhult

Vid den norra infarten till Norrhult finns en järnvägsbro för den tidigare Växjö–Hultsfred–Västerviks Järnvägs AB i ett spann över väg 28/31, som är Sveriges enda kvarvarande monterade krigsbro. När landsvägen förbi Norrhult skulle breddas i början av 1970-talet, anskaffades som en tillfällig järnvägsbro som lån av krigsmakten en krigsbro av typ 1, en 90 tons stålbro av österrikisk konstruktion och licenstillverkad av Götaverken och Motala Verkstad 1939–44. Järnvägsbron vid Norrhult blev kvar och övertogs så småningom av Banverket. Bron används numera av fotgängare.

## Befolkningsutveckling
| Befolkningsutvecklingen i Norrhult-Klavreström 1960–2020                                            | Befolkningsutvecklingen i Norrhult-Klavreström 1960–2020 | Befolkningsutvecklingen i Norrhult-Klavreström 1960–2020 | Befolkningsutvecklingen i Norrhult-Klavreström 1960–2020 | Befolkningsutvecklingen i Norrhult-Klavreström 1960–2020 |
| --------------------------------------------------------------------------------------------------- | -------------------------------------------------------- | -------------------------------------------------------- | -------------------------------------------------------- | -------------------------------------------------------- |
| |                                                          |                                                          |                                                          |                                                          |
| År                                                                                                  |                                                          |                                                          | Folkmängd                                                | Areal (ha)                                               |
| 1960                                                                                                | 1960                                                     |                                                          | 910                                                      |                                                          |
| 1965                                                                                                | 1965                                                     |                                                          | 923                                                      |                                                          |
| 1970                                                                                                | 1970                                                     |                                                          | 917                                                      |                                                          |
| 1975                                                                                                | 1975                                                     |                                                          | 1 642                                                    |                                                          |
| 1980                                                                                                | 1980                                                     |                                                          | 1 533                                                    |                                                          |
| 1990                                                                                                | 1990                                                     |                                                          | 1 355                                                    | 278                                                      |
| 1995                                                                                                | 1995                                                     |                                                          | 1 328                                                    | 279                                                      |
| 2000                                                                                                | 2000                                                     |                                                          | 1 275                                                    | 282                                                      |
| 2005                                                                                                | 2005                                                     |                                                          | 1 269                                                    | 282                                                      |
| 2010                                                                                                | 2010                                                     |                                                          | 1 215                                                    | 280                                                      |
| 2015                                                                                                | 2015                                                     |                                                          | 1 184                                                    | 279                                                      |
| 2020                                                                                                | 2020                                                     |                                                          | 1 217                                                    | 287                                                      |
| Anm.: Siffrorna för 1960, 1965 och 1970 gäller Norrhult; denna ort sammanvuxen med Klavreström 1975 |                                                          |                                                          |                                                          |                                                          |